# Nazionale maschile di pallacanestro della Malaysia
La nazionale di pallacanestro della Malaysia è la rappresentativa cestistica della Malaysia ed è posta sotto l'egida della Federazione cestistica della Malaysia.

## Piazzamenti

### Campionati del mondo
- 1986 - 24°

### Campionati asiatici
- 1960 - 7°
- 1963 - 5°
- 1965 - 6°
- 1967 - 8°
- 1969 - 7°

- 1971 - 5°
- 1973 - 9°
- 1975 - 8°
- 1977 - 4°
- 1979 - 7°

- 1981 - 6°
- 1983 - 11°
- 1985 - 4°
- 1987 - 7°
- 1989 - 9°

- 1991 - 17°
- 1993 - 14°
- 1995 - 14°
- 1999 - 15°
- 2003 - 16°

- 2005 - 16°
- 2011 - 11°
- 2013 - 15°
- 2015 - 16°

### Giochi asiatici
- 1958 - 10°
- 1962 - 9°
- 1966 - 8°
- 1970 - 9°
- 1978 - 7°

- 1982 - 7°
- 1986 - 5°

## Formazioni

### Campionati del mondo
Campionato mondiale maschile di pallacanestro 19864 Chiang, 5 Tan, 6 Loh, 7 Ching Eng-hing, 8 Lai, 9 Chin, 10 Ching Eng-fock, 11 Lim, 12 Teo, 13 Wong, 14 Yap, 15 Low,        All. Thomas Wisman

### Campionati asiatici
Campionato asiatico maschile di pallacanestro 20034 Hian Chai-c., 5 Hong Tan-k., 6 Yong Wong-j., 7 Thiam Ong-h., 8 Kaw Ang-t., 9 Kuppusamy, 10 Kfan Lun-y., 11 Seng, 12 Singh, 13 Won, 14 Tek Koh-w., 15 Siong Chin-c.,        All. -
Campionato asiatico maschile di pallacanestro 20054 Soo, 5 Mohd Yusoff, 6 Tan, 7 Ooi, 8 Chai, 9 Kuppusamy, 10 Chin, 11 Wee, 12 Won, 13 Loh, 14 Koh, 15 Chee,        All. -
Campionato asiatico maschile di pallacanestro 20114 Soo, 5 Lau, 6 Wee, 7 Ooi, 8 Chin, 9 Kuppusamy, 10 Batumalai, 11 Loh, 12 Ng, 13 Kuek, 14 Kwaan, 15 Chee,        All. Goh Cheng-huat
Campionato asiatico maschile di pallacanestro 20134 Soo, 5 Ng, 6 Wong W., 7 Choo, 8 Ooi, 9 Tong, 10 Gan, 11 Kuek, 13 Wong C., 14 Mak, 15 Foong,        All. Teh Choon-yean
Campionato asiatico maschile di pallacanestro 20150 Tong, 1 Liaw, 3 Soo, 8 Choo, 10 Yek, 13 Kwaan, 17 Teo, 20 Ma, 21 Mak, 37 Soon, 41 Yeo, 55 Kuek,        All. Paul Advincula

## Nazionali giovanili
- Nazionale Under-18
- Nazionale Under-16